# Wahl des Staatsrats der Republik Krim 2014
- ER: 70
- LDPR: 5

Die Wahl des Staatsrats der Republik Krim 2014 wurde am 14. September 2014 abgehalten. Gewählt wurden die 75 Mitglieder des Staatsrats der Republik Krim. Die Wahl fand nach der Annexion der Krim durch Russland im Frühjahr 2014 statt.

## Hintergrund
Nach der Annexion der Krim durch Russland im Frühjahr 2014 war die nächste Wahl ursprünglich für das Jahr 2015 vorgesehen, wurde jedoch wie die Wahl der Legislativversammlung der Stadt Sewastopol auf den 14. September 2014 vorgezogen. An diesem Tag fanden insgesamt 30 Gouverneurswahlen und 14 Parlamentswahlen in den russischen Föderationssubjekten statt.
Vertreter der Krimtataren riefen zum Boykott der Wahl auf.

## Wahlrecht
Angewandt wurde ein Grabenwahlsystem: 50 Abgeordnete wurden nach Verhältniswahl, 25 nach Mehrheitswahl in Einmandatswahlkreisen bestimmt. Für die Verhältniswahl bestand eine 5-Prozent-Hürde.

## Ergebnis
| Partei                                          | Stimmzahl | Prozent | Mandate |
| ----------------------------------------------- | --------- | ------- | ------- |
| Einiges Russland                                | 515 926   | 70,18   | 45      |
| LDPR                                            | 62 380    | 8,49    | 5       |
| KPRF                                            | 32 952    | 4,48    | 0       |
| Rodina                                          | 19 479    | 2,65    | 0       |
| KR                                              | 15 480    | 2,11    | 0       |
| Russische Partei der Pensionäre                 | 14 220    | 1,93    | 0       |
| Gerechtes Russland                              | 13 546    | 1,84    | 0       |
| Demokratische Partei Russlands                  | 9 723     | 1,32    | 0       |
| Patrioten Russlands                             | 8 634     | 1,17    | 0       |
| Russische Partei der Freiheit und Gerechtigkeit | 6 199     | 0,84    | 0       |
| Russische Ökologische Partei „Die Grünen“       | 5 872     | 0,80    | 0       |
| Veteranenpartei                                 | 4 645     | 0,63    | 0       |
| Ungültige Stimmen                               | 26 090    | 3,56    | —       |
| Gesamt                                          | 734 846   | 100,00  | 50      |

Nur die Parteien Einiges Russland und LDPR übertrafen die Fünf-Prozent-Hürde.
Bei der Mehrheitswahl gewann Einiges Russland in allen 25 Wahlkreisen das Mandat.
Insgesamt kam Einiges Russland somit auf 70 und die LDPR auf 5 Mandate im Staatsrat. Die Wahlbeteiligung betrug 53,61 % der registrierten Wähler.

## Folgen
Am 9. Oktober 2014 wurde Sergei Aksjonow einstimmig zum Oberhaupt der Republik Krim und gleichzeitig zum Premierminister gewählt.